# Inceneritore di Giarizzole
L'inceneritore di Giarizzole è un inceneritore chiuso in via definitiva situato nella periferia di Trieste, in Friuli-Venezia Giulia.

## Storia
L'inceneritore venne inaugurato nel novembre del 1972. Antecedentemente all'apertura di questo inceneritore i rifiuti prodotti da Trieste andavano bruciati ad Udine e Monfalcone. L'industria venne chiusa il trentun dicembre del 1999, poiché l'Italia ha emesso una legge che prevedeva la chiusura di tutti gli impianti nazionali che non traevano energia elettrica dopo la combustione dei rifiuti.
Attualmente l'inceneritore versa in uno stato di abbandono e viene utilizzato dal comune e dalla Trieste trasporti come deposito di materiale, infatti qui si trovano tonnellate di vecchio lastricato sostituito nel centro città nel 2009 in particolare nel Borgo Teresiano e nel Borgo Giuseppino.